# Søren Petersen (Radsportler)
Søren Petersen (* 7. Oktober 1967 in Skive) ist ein dänischer Straßenradrennfahrer.
Søren Petersen gewann 1991 die erste Etappe der Volta da Ascension und konnte so auch die Gesamtwertung für sich entscheiden. Im nächsten Jahr war er bei der Trofeo Guerrita erfolgreich. In der Saison 1994 gewann er die erste Etappe der Tour de Namur. In der Saison 2000 fuhr Petersen für das Team Cologne, wo er das Eintagesrennen Rund um den Flughafen Köln-Bonn gewann. Daraufhin wechselte er zum US-amerikanischen Saturn Cycling Team. Hier gewann er 2001 jeweils eine Etappe bei der Tour of Willamette und beim Grand Prix Rio Grande und 2002 war er auf dem 16. Teilstück des International Cycling Classic erfolgreich. 2003 gewann Petersen mit seiner dänischen Mannschaft Glud & Marstrand Horsens den Tampere Grand Prix und im folgenden Jahr war er bei dem Kriterium Post Danmark Gadeløbet in Herning erfolgreich. 2007 gewann er die sechste Etappe der Tour de Beauce.

## Erfolge
1991
- eine Etappe und Gesamtwertung Volta da Ascension

2007
- eine Etappe Tour de Beauce

## Teams
- 1995 Asfra-Orlans
- 1995 Rotan Spiessens
- 1996 Tönissteiner-Saxon (bis 31. Juli)
- 1997 Tönissteiner-Colnago
- 1998 Acceptcard Pro Cycling
- 1999 Acceptcard Pro Cycling
- 2000 Team Cologne
- 2001 Saturn Cycling Team
- 2002 Saturn Cycling Team
- 2003 Glud & Marstrand Horsens (ab 23. März)
- 2004 Glud & Marstrand Horsens
- 2005 Lamonta (ab 01.07.)
- 2006 Lamonta

- 2009 Stenca Trading

- 2012 J.Jensen-Sandstød Salg og Event (bis 31. Juli)
- 2013 Designa Køkken-Knudsgaard